# Chris Ralston
Pas d'image ? Cliquez ici

a Compétitions nationales et continentales officielles uniquement.

b Matchs officiels uniquement.
Dernière mise à jour le 10 janvier 2024.
 Christopher (Chris) Wayne Ralston est né le 25 mai 1944 à Hendon (Angleterre). C'est un ancien joueur de rugby à XV, qui a joué avec l'équipe d'Angleterre, évoluant au poste de deuxième ligne. 

## Carrière
Athlète d'un mètre 96 et de 103 kilos en 1974, il a disputé son premier test match le 27 mars 1971, à l'occasion d'un match contre l'équipe d'Écosse, et le dernier contre cette même équipe le 15 mars 1975.
Ralston a disputé un test match avec les Lions britanniques en 1974 contre l'équipe d'Afrique du Sud.

## Palmarès
- 22 sélections (+ 6 non officielles) avec l'équipe d'Angleterre
- Sélections par année : 2 en 1971, 5 en 1972, 7 en 1973, 4 en 1974, 4 en 1975
- Tournois des Cinq Nations disputés : 1971, 1972, 1973, 1974, 1975
- Vainqueur du tournoi des cinq nations en 1973